# Friedrich Wilhelm Schmidt (Offizier)
Friedrich Wilhelm Schmidt oder im militärischen Sprachgebrauch zur Unterscheidung Schmidt-eins (Schmidt I.) (* 12. April 1786 in Eckartsberga im Thüringer Kreis des Kurfürstentums Sachsen; † 31. Januar 1846 in Berlin) war ein deutscher Oberstleutnant, der sich auf dem Gebiet der Provinzialrömischen Archäologie betätigte.

## Leben

### Militärische Laufbahn
Friedrich Wilhelm Schmidt war ein Absolvent des Wilhelm-Ernst-Gymnasiums in Weimar im Herzogtum Sachsen-Weimar-Eisenach. In den Befreiungskriegen schloss er sich im März 1813 dem Lützowschen Freikorps an und rüstete im April während der russisch-preußischen Besetzung von Dresden als Leiter des dortigen Werbe-Büros 400 Freiwillige aus. Im Juni wurde er Offizier. Unter General Ludwig von Wallmoden-Gimborn kämpfte er in der Russisch-Deutschen Legion der Nordarmee bei Lauenburg, Vellahn, Zarrentin, Kogel und Seedorf. 1814 nahm er an der Belagerung von Jülich teil. Er gehörte 1815 dem 25. Infanterie-Regiment „von Lützow“ der Preußischen Armee an und wurde in der Schlacht bei Ligny unter Feldmarschall Gebhard Leberecht von Blücher schwer verwundet. Friedrich Wilhelm Schmidt galt als „ein sehr unterrichteter Offizier“ und besuchte ab Oktober 1816 die Allgemeine Kriegsschule in Berlin, die den Status einer Universität besaß. Im Juni 1818 trat er zum 24. Infanterie-Regiment über, das zu dieser Zeit in Frankfurt (Oder) lag.
Zur Vorbereitung einer Geschichte des siebenjährigen Krieges, die der Große Generalstab ab 1824 herausgab, bereiste Schmidt im Auftrag des Chef des Generalstabs Generalleutnant Karl von Müffling genannt Weiß die Schauplätze der Feldzüge von 1756 und 1757 in Sachsen (Schlacht bei Roßbach), Thüringen und Franken zu militärischen Recherchen. Auch die Schlachtfelder von 1813 bei Großbeeren, Dennewitz und Leipzig sowie die 1813/14 belagerten Festungen Wittenberg und Magdeburg wurden von ihm inspiziert. Als Premier-Lieutenant (Oberleutnant) wurde Schmidt durch „Allerhöchste Cabinetts-Order“ vom 30. März 1820 zum Großen Generalstab versetzt.

### Preußischer Generalstabsoffizier
Als Generalstabsoffizier wurde Schmidt verschiedentlich an andere Standorte abgeordnet, so 1821 bis 1830 als Capitän i. G. nach Trier (abgestellt zur Dienstleistung beim 30. Infanterie-Regiment, Direktor der Divisionsschule, 1828/29 beauftragt mit einer historisch-strategischen Aufnahme der römischen Grenzsicherungsanlagen in der Rheingegend), 1830 bis 1834 als Hauptmann i. G. „Schmidt I.“ zum Generalkommando Koblenz, 1834 bis 1838 in Berlin (1837 abgeordnet nach Süddeutschland) und 1838 bis 1842 als Major i. G. zum Generalkommando Münster, ab 1842 wieder nach Berlin (1845 Aufenthalt im Taunus). Er war zuletzt als Oberstleutnant Abteilungschef („Chef eines Kriegs-Theaters“) im preußischen Großen Generalstab. Sein Vorgänger auf dem Posten war Major Heinrich von Reitzenstein, sein Nachfolger wurde Oberst Friedrich Stavenhagen.

### „Lokaluntersuchungen“ zu Kastellen, Römerstraßen, Aquädukten und Verlauf des Limes

Übersichtskarte der von F. W. Schmidt 1824 bis 1828/29 erforschten Römerstraßen an Rhein, Maas, Mosel und Saar, 1861

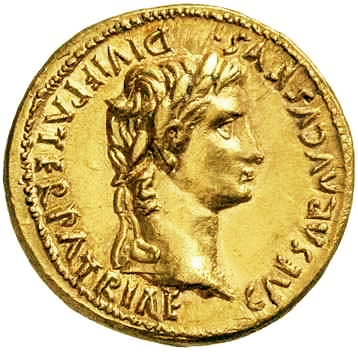
Aureus des Augustus (wie Sammlung Schmidt, Nr. 554; Beispielfoto)

Friedrich Wilhelm Schmidt machte anlässlich seiner dienstlichen Aufträge viele archäologische Beobachtungen – darunter im September 1838 die Auffindung der Überreste eines untergegangenen Ortes beim Lippmannshof am Rhein (bei Wesel-Bislich oberhalb Marwick), den er für das Lippeham Karls des Großen hielt, und eines Römerlagers am Annaberg bei Haltern am See. Er führte systematisch Oberflächen-Surveys („Lokaluntersuchungen“) durch, um die Streckenführung von Römerstraßen, Aquädukten oder den Verlauf des niedergermanischen und des obergermanisch-raetischen Limes zu erforschen. Von Schmidt stammen Vorschläge zur Lokalisierung des Alenkastells Buruncum (bei Worringen) oder zu Identifizierung verschiedener Kleinkastelle (Burginatium, Alpen-Drüpt, Hillscheid, Sindringen u. a.). Er war Mitglied im Verein für Geschichte und Altertumskunde Westfalens, Abt. Münster und im Verein von Altertumsfreunden im Rheinlande in Bonn. Seine Spitznamen waren „Römer-Schmidt“ oder „Straßen-Schmidt“.
Schmidts Vorarbeiten seit etwa 1824 bis 1828/29 im „amtlichen Auftrag“ zu Römerstraßen und Kastellen auf dem linken Rheinufer, die er in zwei Manuskripten zu den Akten des Generalstabs in Berlin gegebenen hatte, wurden 1833 ohne sein Wissen und ohne seine Zustimmung von Ernst Friedrich Zwirner veröffentlicht, der als Angestellter der Oberbaudeputation Zugriff auf die Unterlagen hatte. Der historisch interessierte Geheime Bergrat und Bonner Universitätsprofessor Jacob Nöggerath gab 1834 die Anfangsabschnitte als unautorisierten Nachdruck heraus. Friedrich Wilhelm Schmidt hinterließ 1846 umfangreiche handschriftliche Studien, die er selbst nicht mehr hatte veröffentlichen können. Sein Bruder Ernst (Gottlob) Schmidt (1798–1877), ebenfalls preußischer Offizier, lebte im Ruhestand als Major a. D. in Kreuznach in der Rheinprovinz. Er gab 1859–1861 den schriftlichen Nachlass seines verstorbenen Bruders heraus, darunter die aufgearbeitete Untersuchung zu den Römerstraßen, und veröffentlichte Auszüge von dessen Briefwechsel über archäologische Fragen mit Karl von Müffling, Generalstabschef Wilhelm von Krauseneck und dem Dirigenten der Topographischen Aufnahmen in Münster – gemeint ist vermutlich der dortige Katasterdirektor Peter Joseph Stierlin (1788–1845).

### Römische Inschriften
Auf Forschungen von Friedrich Wilhelm Schmidt gehen die Erstveröffentlichungen einiger lateinischer Inschriften (CIL 13, 3724, CIL 13, 3735) bzw. ihre vermeintliche Erstveröffentlichung (CIL 13, 7731) zurück. Bei einer Besprechung des 1809 im Weiler Fornich (heute Wohnplatz von Namedy) bei Straßenbauarbeiten aufgefundenen Weihesteins (CIL 13, 7732) erkannte Schmidt im Namen des Vinxt-Bachs eine sprachliche Erinnerung an die alte Grenze (finis) zwischen Ober- und Niedergermanien, später zwischen den Diözesen Trier und Köln. Aus der Erwähnung von „Grenzgottheiten und dem Schutzgeist des Ortes“ (finibus et genio loci) auf diesem Weihestein, den Schmidt 1834 in der Antikensammlung des Grafen Clemens Wenzeslaus von Renesse-Breidbach (1775–1833) in Koblenz aufnahm, hatte bereits der Kurtrierer Hofkammerrat Johann Hugo Dinget (1767–1827), Besitzer von Schloss Brohleck, geschlossen, dass hier die römische Grenzlinie verlaufen sei.

### Sammlungen von Antiken und Münzen
Schmidt erwarb zwischen 1834 und 1836 aus Haltern stammende Fundstücke (Fragment einer Kasserolle, Merkur-Statuette aus Bronze, einen Aureus des Augustus) von Joseph Niesert und sammelte viele weitere römische Exponate, die 1846 für die Berliner Antikensammlung des Alten Museums angekauft wurden: Von den Geräten und Bronzen im Alten Museum stammen aus Friedrich Wilhelm Schmidts Sammlung die Nummern 239 (Haarzange), 299a (Fibel), 336o (5 Fibeln), 373–374 (Fibeln), 483 (3 Armbänder), 535a (Halsring), 557 (Schreibgriffel), 583 (Kasserolle), 613 (Eierlöffel), 779 (Schlußriegel), 947 (Bleigewicht), 1102 (Lanzenspitze), 1135–1141 (7 Schleuderkugeln), 1151 (Schwertklinge), 1209 (Angelhaken), 1334 (Votivarm), 1342–1345a (5 ithyphallische Amulette), 1347 (Amulett), 1419 (Henkel), 1490 (in Löwenkopf auslaufender Griff), 1552e.2 (Beschlag mit Schlangenkopf), 1552g.5 (Verzierung), 1561a (Schnalle), 1683 (Beil), 1687 (Beil), 1764b (Kette), 1765c (Nadel), 1765n (Nadel), 1852 (athletischer Jüngling), 1884 (Minerva), 1906 (Merkur), 1918 (Merkur) und 2279 (Hand mit Kleidungsrest einer Statue). Die Kasserolle aus Haltern befindet sich heute im Pergamonmuseum.
Nach dem Tod Friedrich Wilhelm Schmidts erbte Ernst Schmidt dessen umfangreiche Münzsammlung und vereinigte sie mit seinen eigenen Beständen. Ernst Schmidt beschrieb Münzbilder und Münzlegenden der ursprünglich 4346 Münzen umfassenden Sammlung in einem Katalog, der nach seinem eigenen Tod 1890 vom Weimarer Gymnasiallehrer Otto Knott (* 1858; † nach 1936) herausgegeben wurde. Die Brüder Schmidt hinterließen ihre Sammlung 1878 dem Wilhelm-Ernst-Gymnasium, das sie beide absolviert hatten. Heute bildet die noch 4313 antike Münzen zählende Sammlung als Dauerleihgabe der Klassik Stiftung Weimar den bedeutendsten Teil des Akademischen Münzkabinetts der Universität Jena.

## Schriften
- Miscelle. Römische Inschrift.[9][38] In: Trierische Kronik 7 (1822), S. 71
- (Mitarbeit) Offiziere des Großen Generalstabs, Karl von Müffling genannt Weiß (Hrsg.): Geschichte des siebenjährigen Krieges in einer Reihe von Vorlesungen, mit Benutzung authentischer Quellen, Bd. I Die Feldzüge von 1756 und 1757. Als Manuskript gedruckt, Berlin 1824 (Google-Books); Bd. II Der Feldzug von 1758. Berlin 1826 (Google-Books)
- (von Friedrich Wilhelm Schmidt nicht autorisiert)[21] Ernst Friedrich Zwirner (Hrsg.): Ueber die Römerstraßen in den Rhein- und Moselgegenden. Nach den von dem Königl. Hauptmann Herrn Schmidt I. angestellten Untersuchungen aus den Akten des Königl. Generalstabs ausgezogen und mit Anmerkungen versehen. In: Verhandlungen des Vereins zur Beförderung des Gewerbefleißes in Preußen 12 (1833), S. 72–110 und Tf. V–VIII[39][40] (Digitalisat der Bayerischen Staatsbibliothek München), (Google-Books)
  - (Anfangsabschnitt, S. 72–89, unautorisiert wiederabgedruckt)[21] In: Jacob Nöggerath (Hrsg.): Gemeinnützige und unterhaltende rheinische Provinzial-Blätter 1 (1834), S. 9–23 und 142–161 (Google-Books)
- Brief von Hauptmann i. G. Friedrich Wilhelm Schmidt I. an den Herausgeber Jacob Nöggerath vom 12. März 1834 aus Koblenz. In: Gemeinnützige und unterhaltende rheinische Provinzial-Blätter 1 (1834), S. 379–380 (Google-Books)
- (Selbstbericht) Auffindung eines römischen Lagers bei Haltern an der Lippe. In: Allgemeine Preußische Staatszeitung, Nr. 294, vom 23. Oktober 1838, S. 1211f (Digitalisat der Universitätsbibliothek Mannheim)
  - (wiederabgedruckt in:) Römisches Lager bei Haltern an der Lippe. In: Zeitschrift für die Alterthumswissenschaft, Band 5, Nr. 149, vom 14. December 1838, Sp. 1201–1205 (Google-Books)
  - (wiederabgedruckt in:) Albrecht von Bardeleben: Zweifel und Ansichten über die örtliche Lage des von Drusus im Jahre 11 vor Christus erbauten Castells an der Lippe. J. J. Bohne, Kassel 1839, S. 72–78 (Digitalisat der Österreichischen Nationalbibliothek Wien)
  - (wiederabgedruckt in:) Ernst Schmidt (Hrsg.): Zusammenstellung der(…) … in den Jahren 1838, 39, 40 und 41 in Westfalen ausgeführten Lokaluntersuchungen … In: Zeitschrift für vaterländische Geschichte und Altertumskunde Neue Folge 10 = 20 (1859), S. 259–318, bes. S. 261–268 (siehe im Folgenden unter „Postum herausgegeben“; Google-Books)
- (Referat) Versammlung am 18. October 1841. … 3. Forschungen über die Heereszüge der Römer zwischen dem Rhein und der Weser, insbesondere den Feldzug des Germanicus vom Jahre 16. In: Zeitschrift für vaterländische Geschichte und Altertumskunde 4 (1841), S. 346–351 (Digitalisat der Bayerischen Staatsbibliothek München)
  - (ausführlich postum abgedruckt (s. u.) in:) Ernst Schmidt (Hrsg.): Zusammenstellung der(…) … in den Jahren 1838, 39, 40 und 41 in Westfalen ausgeführten Lokaluntersuchungen … In: Zeitschrift für vaterländische Geschichte und Altertumskunde Neue Folge 10 = 20 (1859), S. 259–318, bes. S. 306–313 (Google-Books)
- Die Ober-Donau-Straße der Peutingerschen Tafel von Brigobanne bis Abusena[41] nebst dem Segment der Peutingerschen Tafel, welches die Straße von Vindonissa bis Regino enthält. Ferdinand Dümmler, Berlin 1844 (Google-Books), (Google-Books)
- Bemerkungen zu der bei Gall in Trier erschienenen Schrift des Dr. Jacob Schneider „die Trümmer der sogenannten Langmauer u.s.w.“.[42] In: Jahrbücher des Vereins von Alterthumsfreunden im Rheinlande 5/6 (1844), S. 383–389 (Digitalisat der Universitätsbibliothek Heidelberg), (Google-Books)
- Über mehrere christliche Grabschriften aus dem 4ten Jahrhundert, welche sich in dem Museum zu Trier befinden.[43] In: Jahrbücher des Vereins von Alterthumsfreunden im Rheinlande 7 (1845), S. 80–85 (Digitalisat der Universitätsbibliothek Heidelberg), (Google-Books)
- (Rezensionsartikel) Beiträge zur Geschichte des römisches Befestigungswesens auf der linken Rheinseite, insbesondere der alten Befestigungen in den Vogesen.[44] In: Jahrbücher des Vereins von Alterthumsfreunden im Rheinlande 7 (1845), S. 120–151 (Digitalisat der Universitätsbibliothek Heidelberg), (Google-Books)

Postum herausgegeben:
- Ernst Schmidt (Hrsg.): Zusammenstellung derjenigen Tagebuchs-Notizen etc., welche der Königl. Preuß. Oberstlieutenant und Abtheilungs-Chef im großen Generalstabe F. W. Schmidt über seine in den Jahren 1838, 39, 40 und 41 in Westfalen ausgeführten Lokaluntersuchungen, und überhaupt über seine daselbst angestellten antiq. historischen Forschungen aufgezeichnet hat. In: Zeitschrift für vaterländische Geschichte und Altertumskunde Neue Folge 10 = 20 (1859), S. 259–318 (Digitalisat der Bayerischen Staatsbibliothek München), (Google-Books)
- Ernst Schmidt (Hrsg.): F. W. Schmidt's, Königl. Preuss. Oberstlieutenant, Lokaluntersuchungen über den Pfahlgraben oder limes transrhenanus vom Rhein, unterhalb Neuwied, bis Oehringen so wie über die alten Befestigungen zwischen Lahn und Sieg. Aus den Papieren des Verstorbenen zusammengestellt und herausgegeben von dessen Bruder E. Schmidt, Königl. Preuss. Major a. D. In: Annalen des Vereins für Nassauische Altertumskunde und Geschichtsforschung 6 (1859/60), S. 107–202 (Digitalisat der Bayerischen Staatsbibliothek München), (Google-Books)
  - (Separatdruck) F. W. Schmidt's, Königl. Preuss. Oberstlieutenant Lokaluntersuchungen über den Pfahlgraben (limes transrhenanus) so wie über die alten Befestigungen zwischen Lahn und Sieg. Aus den Papieren des Verstorbenen zusammengestellt und herausgegeben von dessen Bruder E. Schmidt, Königl. Preuss. Major a. D. Robert Voigtländer, Kreuznach 1859 (Google-Books)
- Ernst Schmidt (Hrsg.), Enthaltend des verstorbenen K. P. Oberst-Lieutenants F. W. Schmidt hinterlassene Forschungen über die Römerstrassen etc. im Rheinlande, bearbeitet aus den Aufzeichnungen des Verstorbenen von dessen Bruder Major a. D. E. Schmidt. In: Jahrbücher des Vereins von Alterthumsfreunden im Rheinlande 31 (1861), S. 1–220 (Digitalisat der Universitätsbibliothek Heidelberg), (Google-Books)
  - (Separatdruck) F. W. Schmidt's, weiland königl. preuss. Oberlieutenant hinterlassene Forschungen über noch vorhandene Reste von den Militairstrassen, Befestigungen, Aquäducten etc. der Römer in den Rheinlanden aus den Papieren des Verstorbenen bearbeitet von dem Bruder desselben Major a. D. E. Schmidt. A. Marcus, Bonn 1861 (Digitalisat der Universitäts- und Landesbibliothek Düsseldorf)